# Opilia amentacea
Opilia amentacea là một loài thực vật có hoa trong họ Opiliaceae. Loài này được Roxb. mô tả khoa học đầu tiên năm 1802.